# Aškenázští Židé
Aškenázové (hebrejsky אשכנזים‎, Aškenazim), též aškenázští Židé (hebrejsky יהדות אשכנז‎, jahadut Aškenaz), jsou Židé, jejichž předkové pocházejí ze střední a východní Evropy.

## Původ označení
V raném středověku pojmenovávali Židé, přicházející do Evropy, nové země podle zemí, které byly uvedeny v Bibli. Území dnešního Německa pojmenovali po biblické zemi Aškenaz (Genesis 10,3). Aškenaz byl synem Gomera, kterého rabínští učenci ztotožnili s prapředkem Germánů (Joma 10a). V některých dalších pramenech, včetně křesťanských, je Aškenaz ztotožňován se Skandinávií. O „zemi Aškenaz“ jako o Německu a „jazyce Aškenaz“ jako němčině píše i Raši ve svých glosách k Talmudu. První zmínka, která ukazuje Aškenaz jako svéráznou kulturní identitu, pochází od Ašera ben Jechiela, narozeného v Německu, ale působícího v Toledu ve Španělsku. O svých předcích hovoří jako „o učencích Aškenazu“, kteří měli přijmout Tóru a tradice přímo od učenců z Erec Jisra’el, a jejich úroveň „je v tomto mnohem vyšší než úroveň synů této země“ (tj. Španělsko a sefardští Židé).

## Historie

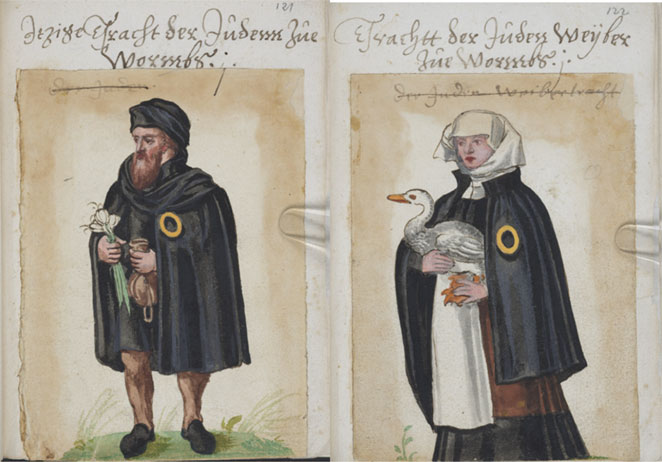
Němečtí Židé v 16. století s povinným žlutým proužkem na šatech, který je měl odlišit od křesťanů

Počátky aškenázských Židů vidí historikové v kmeni Kanaanitů, usedlém v době bronzové (3000–1000 př. n. l.) v jižní Levantě, na území dnešního Izraele, Jordánska, Libanonu a části Sýrie. Za doby Římské republiky aškenázští Židé přicházeli, za účelem obchodu, do Evropy. V některých případech byli i deportováni (např. během římského obléhání Jeruzaléma – 63 př. n. l. – a následující 1. židovské války) z římské provincie Judea jako otroci, načež se v Římě uchytili jako obchodníci. Postupně se rozšířili do všech významných evropských sídel, obchodních center.
Evropské aškenázské kulturní centrum se tak ve svém prvopočátku (10.–11. století) nacházelo na území severní Francie, Porýní a západního Německa. V tomto období se zrodily základy aškenázské kultury, především díky halachickým ustanovením tehdejší hlavní náboženské autority aškenázských Židů Geršoma ben Jehudy, zvaného Me’or ha-gola (světlo vyhnanství), byla ustanovena rovněž i liturgie (Machzor Vitry) a vyvinul se vlastní systém studia biblických a talmudických textů (Raši), který později inspiroval sefardské učence jako Nachmanides nebo Šlomo ben Avraham ibn Adret.
První přesun nastal během 11. a 12. století, kdy byli křižáky vyvražděni Židé v Porýní a ve Francii. Vraždění Židů proběhlo po celém území Německa a dokonce i Čech, tam už ovšem s menší intenzitou. Následkem toho se centrum kultury aškenázských Židů začalo posouvat směrem na východ. V 15. a 16. století již bylo centrum někdejšího západoevropského židovstva v důsledku vyhánění a nesnesitelných životních podmínek přesunuto do Polska, Litvy, Čech, Maďarska a později ještě dále na území dnešního Ruska a Ukrajiny. Zde se rozdělilo na řadu dílčích minhagů, které se od sebe odlišovaly více či méně. Aškenázské židovstvo tak nikdy nebylo homogenním celkem.
Až do 20. století se hlavní centrum populace soustředilo v tzv. pásu osídlení, což bylo území dnešní Litvy, Běloruska a Ukrajiny sahající od Baltského až k Černému moři. Také zde se přes počáteční výhody stávali Židé cílem útoků a pogromů. Největší pogrom do druhé světové války znamenalo kozácké povstání pod vedením Bohdana Chmelnického, kterému padlo za oběť několik desítek tisíc Židů (v té době zhruba 40 % židovské populace Ukrajiny). Z této oblasti Židé emigrovali během 19. století do USA, později rovněž s nástupem sionismu do Palestiny. Během druhé světové války byla více než polovina evropských Židů vyvražděna – největší ztráty utrpěla právě populace Polska (cca 3 000 000), SSSR (cca 1 000 000) a Maďarska (cca 450 000). Kromě zbytků populace ve východní Evropě je dnes hlavním centrem aškenázského židovstva především Izrael a USA.

## Kultura aškenázských Židů

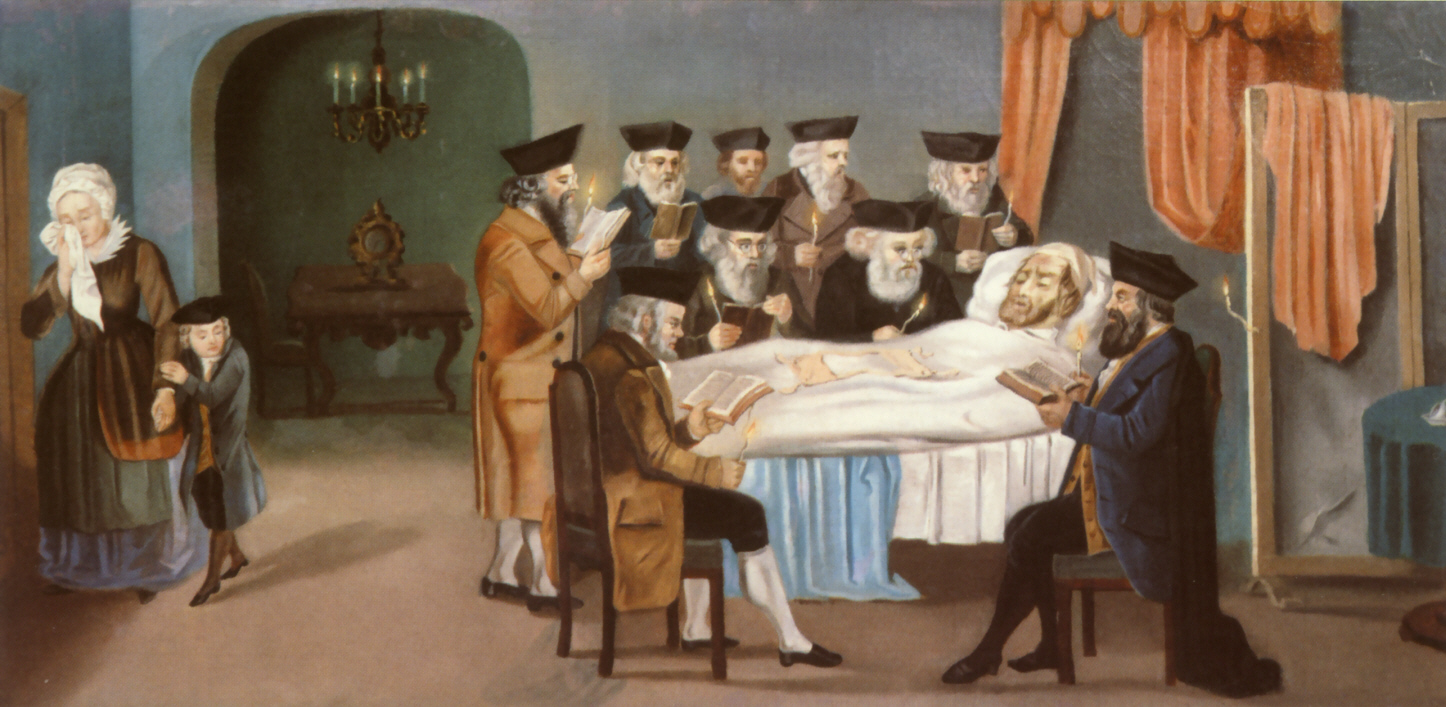
Členové pražského pohřebního bratrstva Chevra kadiša se modlí za umírajícího, kolem roku 1772

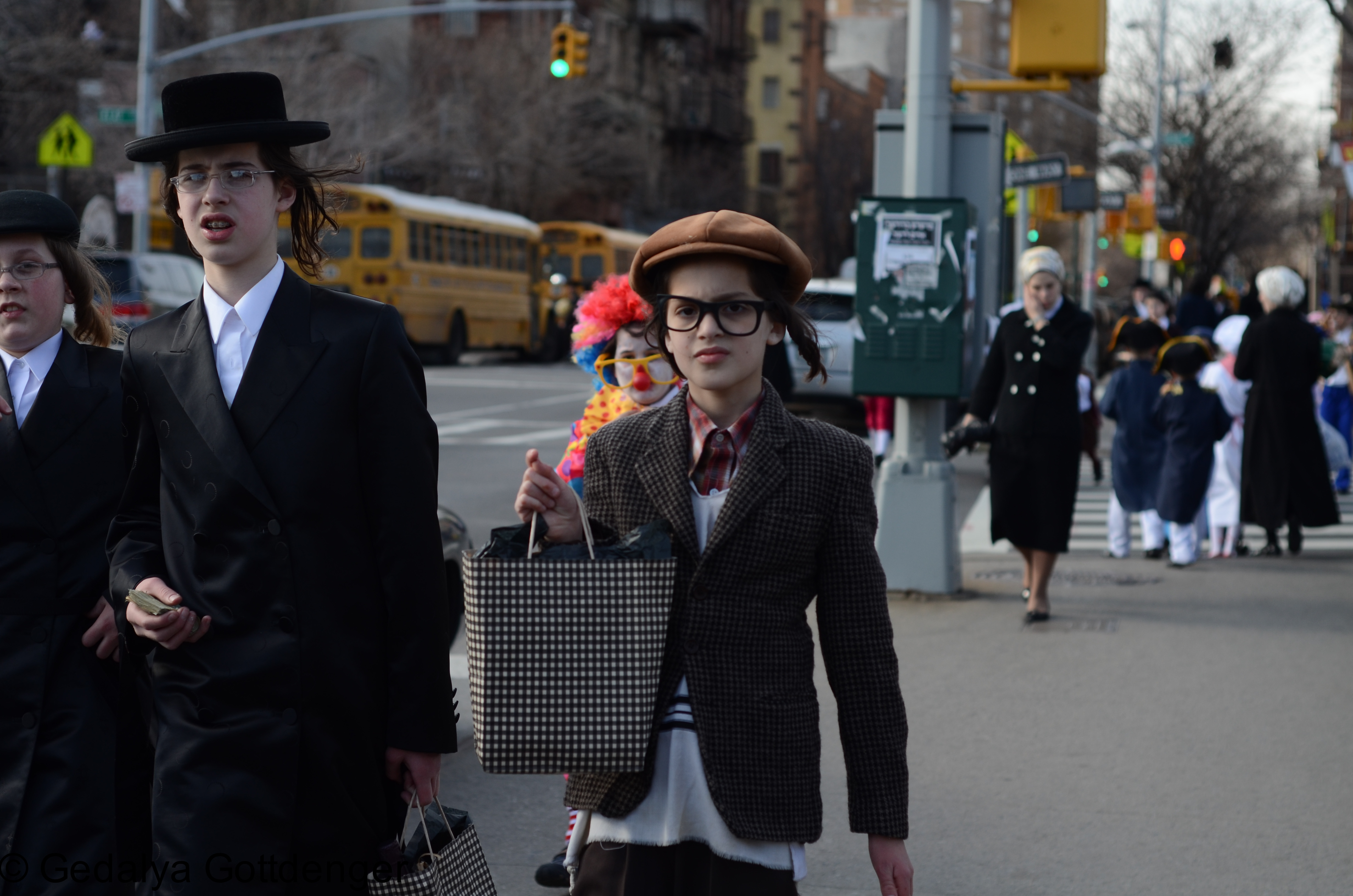
Chasidé v New Yorku slaví židovský svátek purim

Na rozdíl od sefardských Židů žili Aškenázové v poměrně nepřátelském prostředí, vystaveni častým útokům ze strany okolního, především křesťanského obyvatelstva. To způsobilo, že v otázkách náboženství byli mnohem rigidnější než Sefardé, kteří neměli problém se zakomponováním cizích vlivů do židovské náboženské filozofie. Méně u nich byla rozvinuta poezie, přesněji pak poezie a literatura světského rázu, velký důraz byl ale kladen na studium náboženských textů. Bible, Talmud a komentáře k nim se staly osou aškenázského kulturního života a normativním pramenem aškenázských kulturně-náboženských zvyků a tradic. V aškenázském prostředí se díky stísněné situaci vytvořily rovněž mnohem vhodnější podmínky pro vznik fundamentalistických a pietistických hnutí (chasidismus) a velkou roli v aškenázské kultuře hrálo i mučednictví – kiduš ha-Šem (dosl. posvěcení Jména (Božího)).

### Halacha a zvyky
V 10. století přijali aškenázští Židé jako závazné nařízení takanu vydanou Geršomem ben Jehudou ohledně manželství – totiž monogamní manželství (ačkoli Tóra polygamii nezakazuje) a pravidlo, že v případě rozvodu musí s rozvodem souhlasit i žena. Zároveň se od té doby vyvíjel specifický liturgický ritus – nosach – charakteristický pro všechny aškenázské obce. Aškenázský ritus je oproti sefardskému, kromě jiného, pořadí a frekvence některých modliteb charakteristický i cenzorskými zásahy ze strany křesťanů, kteří chápali některé pasáže v židovských modlitbách (Kadiš, Alejnu) jako urážlivé vůči křesťanství.
Během středověku se vyvinula taktéž odlišná výslovnost hebrejštiny stejně tak jako vlastní jazyk, jidiš. Aškenázští Židé také kromě odlišně liturgické praxe dodržují mírně odlišné zvyky na Pesach, ohledně kašrutu a některých dalších svátků – tyto změny byly ve většině případů vynuceny podnebím a prostředím, ve kterém žili. Vyvinul se i typ vlastního aškenázského hebrejského písma, založeného na bázi středověkého manuskriptu.
Vývoj halachy byl charakterizován vzájemným ovlivňováním aškenázských a sefardských Židů. Na jedné straně byl Šulchan Aruch sefardského autora Josefa Kara ovlivněn a inspirován dílem Arba'a Turim aškenázského učence Ja'akova ben Ašera, na druhé straně Karo dával v závěrečných rozhodnutích přednost sefardským autoritám, což způsobilo, že Šulchan Aruch zpočátku nebyl mezi aškenázskými Židy přijat. Šulchan Aruch se stal halachicky uznávaným dílem až po doplnění polským rabínem Moše Iserlisem. V současnosti je nejvyšší halachickou autoritou aškenázských Židů sbor Eda ha-charedit v Jeruzalémě a Vrchní rabinát Izraele, který je rozdělen mezi aškenázské a sefardské Židy.

## Genetický původ
Moderní testy DNA zjistily, že aškenázští Židé jsou potomci původních obyvatel Levanty. Jednalo se o nositele kultury Natúfien, kteří v Levantu žili před asi 12 tisíci lety a v dalších tisíciletích se smísili s migračními vlnami z oblasti Anatolie a Kavkazu. Jejich potomci byli starověcí semitští Kananejci z území Kanaánu, kde se dnes nalézají západní Sýrie, Libanon, Palestina a Izrael. Stejný starověký levantský původ jako aškenázští Židé mají arabsky mluvící populace Levanty, například Palestinci, Drúzové, Libanonci, Jordánci a Syřané, a také většina ostatních židovských komunit, například sefardští a íránští ŽIdé. Aškenázští Židé se odlišují tím, že mají asi 41% evropských genů, protože židovští muži, kteří v počátcích židovské diaspory migrovali do Evropy, uzavírali manželství s místními ženami, které konvertovaly k judaismu.